# Jana Koubková

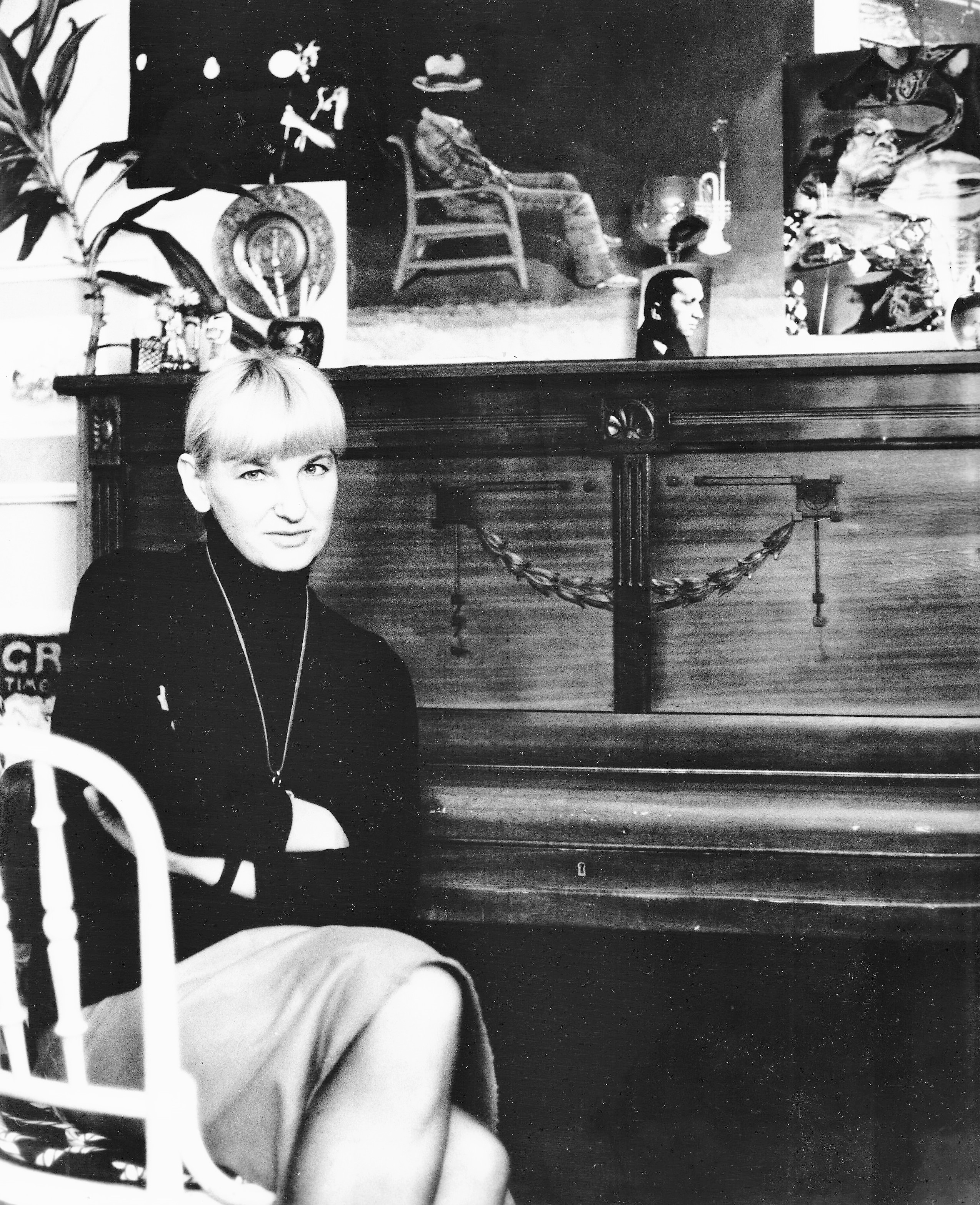
Jana Koubková ve svém malostranském bytě, začátek 80. let 20. století

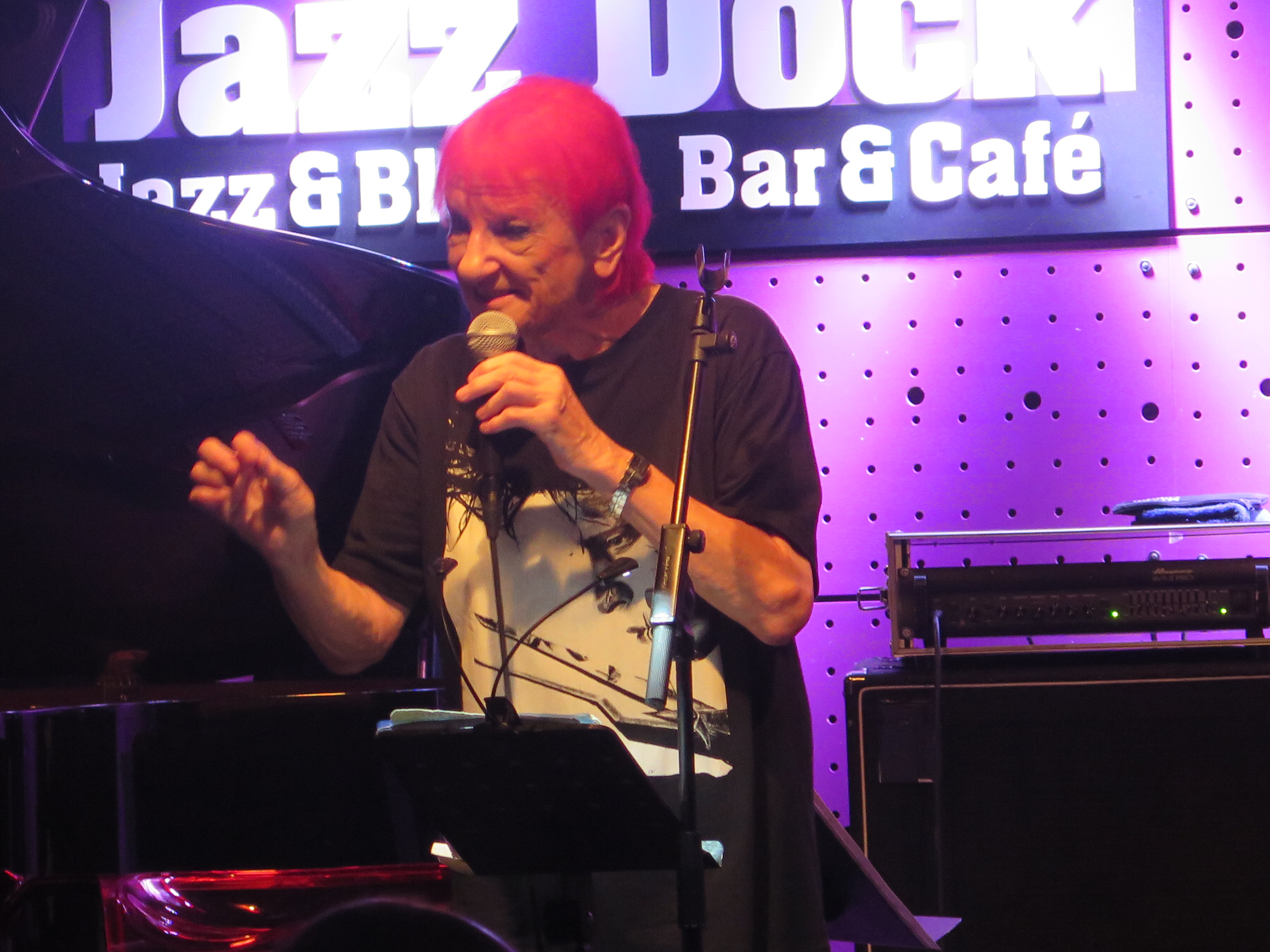
Jana Koubková na koncertě v pražském Jazz Docku (2024)

Jana Koubková (* 31. října 1944 Roztoky u Prahy) je česká jazzová zpěvačka; bývá označována za nestorku českého jazzu.
Zpívá od svých šesti let – ve sborech, vokálních skupinách, jazzových skupinách (např. v Jazz Half Sextetu hudebníka V. Kotrubenka), i sólově. Jako jazzová sólistka se prosadila v roce 1975 v Jazz sanatoriu Luďka Hulana. Prošla řadou různých stylů, od blues, swingu, mainstreamu, přes bebop, latin, free, až po world-ethno a fusion. V roce 1981 založila festival jazzových, bluesových a rockových zpěváků Vokalíza. Šest let působila na Pražské státní konzervatoři v oboru interpretace. Skládá písně a filmovou hudbu, působí v rozhlase, píše fejetony, sloupky a poezii. V Českém rozhlase Vltava se stala moderátorkou pořadu Jazzové dopoledne, s vlastním výběrem hudby.

## Nahrávky
- 1983 Horký dech Jany Koubkové, Supraphon, obsazení: Jana Koubková – zpěv, Michal Pavlíček – kytary, Jiří Hrubeš – bicí[5]
- 1985 Bosa
- 2014 Jazz? Oh, Yes! (1976-2014)
- 2016 A tak si jdu...

## Publikace
- KOUBKOVÁ, Jana. Recepty proti samotě. Praha: IŽ, 2000. 23 s. ISBN 80-240-1518-8.
- KOUBKOVÁ, Jana. Zutí provádím s chutí. Praha: Muzikus, 1999. 127 s. ISBN 80-86253-02-3.
- KOUBKOVÁ, Jana. Básně z jazzové dásně. Ilustrace Luděk Bárta. Praha: Galén, 2014. 191 s. ISBN 978-80-7492-108-7.